# Foramen cæcum de l'os frontal
Le foramen cæcum de l'os frontal ou trou borgne du frontal est un orifice situé à la jonction de l'os frontal et de l'os ethmoïde entre la crête frontale et le crista galli.
Sa taille est variable suivant les sujets. Il est souvent en cul-de-sac.
Lorsqu'il est ouvert, il permet le passage d'une veine émissaire du nez vers le sinus sagittal supérieur.

## Aspect clinique
L'ouverture de ce foramen a une importance clinique dans la mesure où elle peut favoriser le passage des infections nasales vers les méninges et le cerveau.

## Galerie

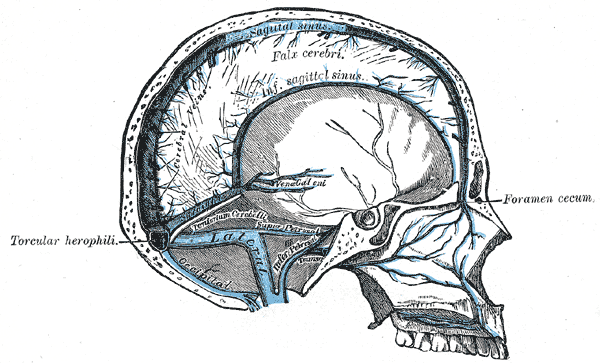
Coupe sagittale du crâne, montrant les sinus de la dure-mère.
Vue de la face interne de la base du crâne. Le foramen caecum est étiqueté en haut à droite.
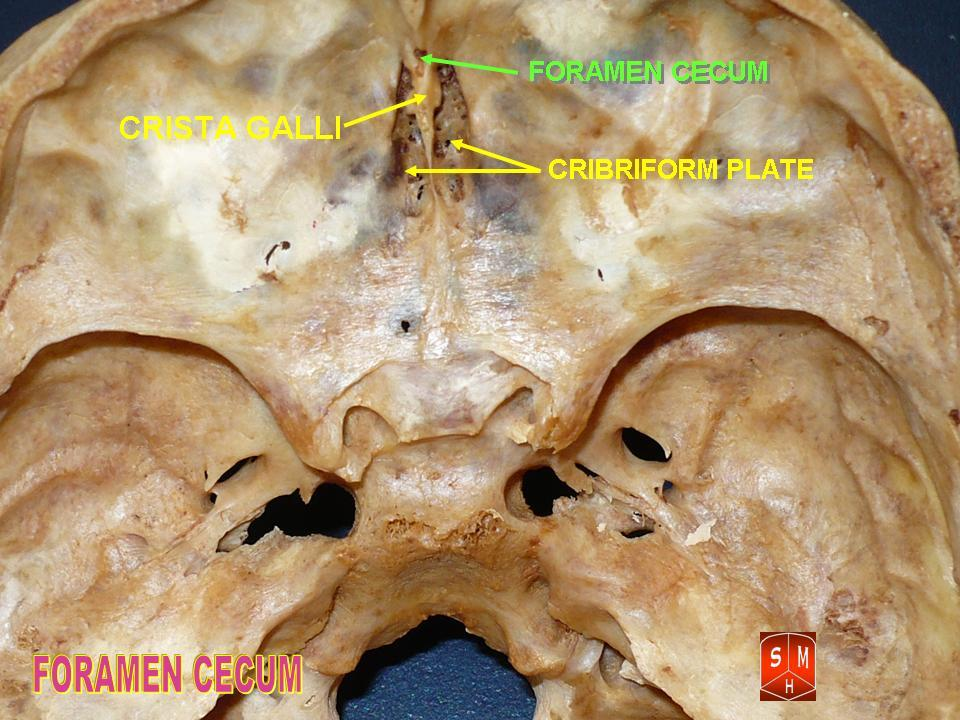
Le foramen cæcum
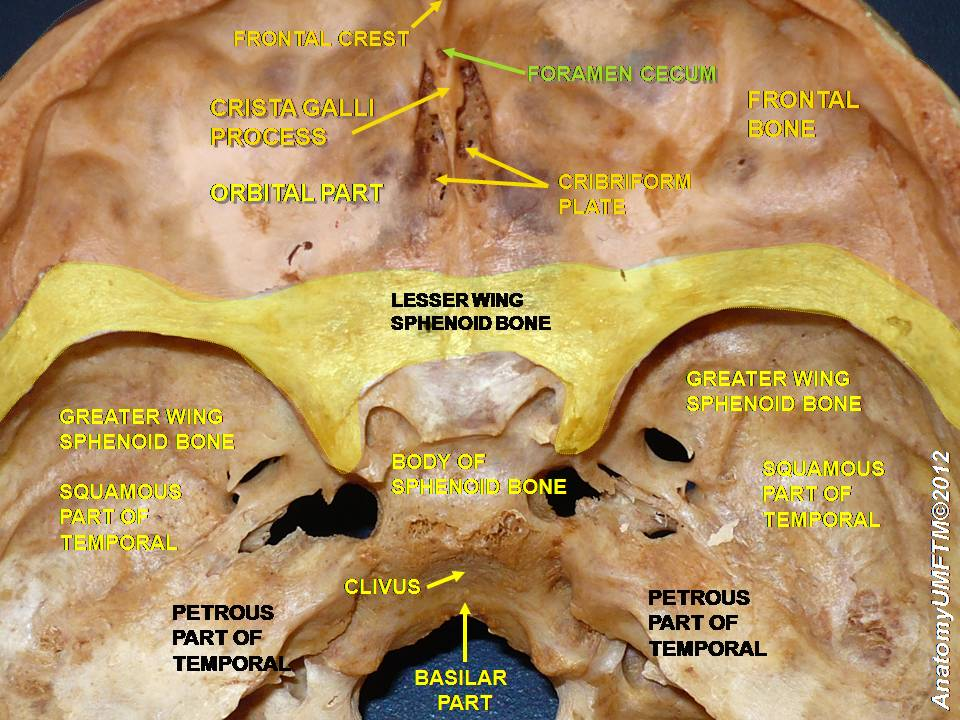
Le foramen cæcum